# 8536 Måns
8536 Måns là một tiểu hành tinh vành đai chính với chu kỳ quỹ đạo là 1910.3346238 ngày (5.23 năm).
Nó được phát hiện ngày 21 tháng 3 năm 1993.